# Christian Reconstructionism
Christian Reconstructionism ist eine von dem calvinistischen Philosophen Rousas John Rushdoony in den 1960er Jahren initiierte dominionistische Bewegung in den Vereinigten Staaten, die von der Chalcedon Foundation propagiert wird.
Christian Reconstructionism hat nichts mit der amerikanischen Geschichtsphase Reconstruction oder mit der Restoration-Bewegung zu tun. Letztere war eine kirchliche Einigungsbewegung in den USA des frühen 19. Jahrhunderts. Im Judentum gibt es die theologisch liberale dominionistische Strömung Rekonstruktionismus.

## Umfeld
Christian Reconstructionism geht gemäß Ontario Consultants on Religions Tolerance auf das Buch Institutes of Biblical Law zurück, das 1973 von Rushdoony publiziert wurde.
Nach den Skandalen um die Tele-Evangelisten in den späteren 1980er Jahren, der Auflösung der einflussreichen religiösen Organisation Moral Majority und der erfolglosen Kandidatur von Pat Robertson von der Christian Coalition of America um die US-Präsidentschaft besann sich die äußerste religiöse Rechte in den USA neu auf ihre Wurzeln. Als Katalysator der wiedererstarkten Kreise wirkte die Bewegung Christian Reconstructionism. Diese ist zahlenmäßig klein, aber aufgrund der sehr provokativen Aussagen sehr einflussreich. Aus der Bewegung ging in den 1990er und 2000er Jahren die Kinism-Bewegung der extremen Rechten in den USA hervor.
Der Christian Reconstructionism ist vor allem in englischsprachigen Ländern verbreitet, hat aber auch Anhänger im niederländischen und deutschsprachigen Raum.

## Organisation
Organisatorisch findet der Christian Reconstructionism in der 1965 von Rushdoony gegründeten Chalcedon Foundation in Vallecito/Kalifornien seinen Ausdruck, zu deren Direktorium führende christliche Rekonstruktionisten wie Rushdoonys Schwiegersohn Gary North, Wayne C. Johnson oder Howard Ahmanson Jr. gehör(t)en. Letzterer, etwa zwei Jahrzehnte lang bis 2001 im Direktorium des Chalcedon Foundation, ist auch als einer der führenden Finanziers der Intelligent-Design-Bewegung bekannt, die hauptsächlich am Discovery Institute lokalisiert ist, in dessen Direktorium Ahmanson ebenfalls Mitglied ist.
Der Name Chalcedon Foundation wurde nach dem Konzil von Chalcedon im Jahre 451 gewählt.

## Die Ansichten derChalcedon Foundation
In der Sichtweise des Christian Reconstructionism soll das Zivilrecht so gestaltet werden, dass es die Menschen dazu ermutigt, Jesus als ihren Heilsbringer zu akzeptieren, und aus biblischer Sicht unmoralisches Verhalten bestraft.
Rushdoony kritisiert u. a. die Vermögenssteuer und das aus seiner Sicht unfaire soziale Sicherungssystem der USA. Er kritisiert auch den Atheismus, der dem Staat zu viel Macht einräumen wolle. Lee Duigon von der Chalcedon Foundation spricht sich in einem Artikel für die Todesstrafe gegen Gewaltverbrecher aus.
Michael Wagner von der Chalcedon Foundation stellt fest, dass Homosexuelle von den Nazis verfolgt und auch von konservativen Christen in den USA bedrängt wurden. Er weist jedoch das Argument von Kritikern zurück, dass alle Christen deswegen in den Fußstapfen der Nazis gingen.
Gary North und Gary DeMar weisen darauf hin, dass die Gründer und gegenwärtigen Leiter der CR alle Calvinisten sind. Die Autoren grenzen sich von den Arminianern ab, zu denen nach ihrer Ansicht die meisten Prämillenaristen und Amillenialisten gehören, von denen sich die CR-Anhänger ebenso distanzieren. North und DeMar kritisieren den aus ihrer Sicht unentrinnbar pessimistischen Denkansatz des Prämillenarismus und seine Unfähigkeit, Sozialreformen gutzuheißen. Die Autoren deuten den Prämillenarismus nicht wie deren Anhänger als pazifistische Reaktion der Christen auf Weltwirtschaftskrise und Weltkriege, sondern als Sozialtheorie, die ihre Begründung im Glauben an die Staatsbürokratie habe. Sie werfen den Vertretern des Pietismus in politischen Fragen eine Unterwürfigkeit gegenüber den Humanisten vor. Nach Ansicht von North und DeMar will ihre Bewegung eine minimale und dezentralisierte Staatsordnung, aber nicht als reine Demokratie im Sinne einer 51-Prozent-Diktatur. Sie wollen nicht Schulgebet und Bibellese in öffentlichen Schulen wie die Fundamentalisten, sondern sie wollen die öffentlichen Schulen, die nach ihrer Ansicht wesentlich für die Ausbreitung einer säkularen Weltsicht verantwortlich sind, abschaffen und durch christliche Schulen oder Hausunterricht ersetzen.

## Kritik
Das evangelikale Christian Apologetics and Research Ministry (CARM) urteilt über die CR-Bewegung, dass sie in ihrem Endzeit-Verständnis dem Postmillenarismus zuzuordnen sei. Nach dem Urteil von CARM wollen einige Anhänger der CR-Bewegung die Todesstrafe u. a. auch für Abtreiber und Homosexuelle.
Auch nach Beobachtung des Dispensationalisten Charles C. Ryrie, emeritierter Professor am Dallas Theological Seminary, vertreten die Rekonstruktionisten den Postmillenarismus. Den Dispensationalismus stuften sie als Unglauben und Häresie sowie als Kompromiss mit dem theologischen Modernismus ein. Ein Vertreter der Rekonstruktionisten (Bowman) sei in seinen Vorwürfen sehr heftig und setze den Dispensationalismus auf eine Stufe mit dem Nationalsozialismus, dem römischen Katholizismus, der „Christlichen Wissenschaft“ und dem Mormonismus.
Laut dem homosexuellen Geistlichen und Theologen Mel White fordern Rushdoony und andere führende Vertreter des Rekonstruktionismus aufgrund ihrer Interpretation der Bibel die Anwendung der Todesstrafe für Homosexualität. So bezieht sich White zum Beispiel auf eine Debatte zwischen ihm und einem rekonstruktionistischen Pastor in der Talkshow einer Radiostation in Seattle, in der ihm dieser auf die Frage nach seiner Interpretation der Aussagen des 3. Buches Mose zur Homosexualität (Lev 20,13) antwortete: „It means you should be killed“ (dt. etwa „Das bedeutet, du solltest getötet werden“). Auf weitere Nachfrage, wer dies ausführen sollte, erhielt er die Antwort, dass dies Aufgabe der zivilen Autorität sei. Auch bezieht sich Mel White auf einen Brief Rushdoonys, den er am 28. Juni 1993 an eine Bekannte schrieb und in dem er behauptet, dass Gott in seinem Gesetz die Todesstrafe für Homosexuelle verlange.
Die Religionswissenschaftlerin Karen Armstrong sieht im Christian Reconstructionism ein totalitäres System mit faschistischem Potential.
Die CR-Bewegung will gemäß Political Research Associates Gewerkschaften, Bürgerrechte und öffentliche Schulen schlussendlich abschaffen. Frauen sollen auf Hof und Herd verbannt werden. Strafrechtlich verfolgt und scharf bestraft werden sollen u. a. auch Gotteslästerung, Götzendienerei, Entführung und Raub.
Das Southern Poverty Law Center in Montgomery/Alabama, eine Bürgerrechtsorganisation, hat die Chalcedon Foundation auf ihre Liste der Hass-Gruppen 2011 gesetzt.
Die Chalcedon-Foundation ruft zum Austritt aus bibeltreuen Denominationen auf und zur Gründung von Hausgemeinden, wo vor allem Videos von Rushdoony angeschaut werden. Thomas Schirrmacher kritisiert u. a. die Geringschätzung der Kirche gegenüber Familie und Staat durch die Recounstructionists, die die Kirche nur als verlängerten Arm der Familie ansehen.